# Riha WeserGold Getränke
Die riha WeserGold Getränke GmbH & Co. KG ist ein international tätiges Getränkeunternehmen sowie einer der größten deutschen Fruchtsaft- und Fruchtnektar-Hersteller mit einem Absatz von  788,2 Millionen Litern (2021). Persönlich haftende Gesellschafterin ist die riha Richard Hartinger Getränke GmbH.

## Geschichte
Das Unternehmen wurde 1934 durch den Glasbläser Richard Hartinger († 1944 bei Monte Cassino) als Familienunternehmen riha-Getränkegruppe für Apfelsaftherstellung in Exten, einem Ortsteil von Rinteln, gegründet. Zunächst wurde für den Eigenbedarf Apfelmost hergestellt. Sein Sohn Richard Hartinger jun. (1929–2023) stieg nach Abschluss einer kaufmännischen Lehre und Besuch der Mosterschule ein und übernahm später die Geschäftsführung. 1956 wurde das erste Gebäude auf dem Firmengelände in Rinteln errichtet.
Seit 1970 hat riha auch kohlensäurehaltige Getränke aus der (1980 als Heilwasser anerkannten) Mineralquelle im Extertal im Angebot. 1979 kaufte die Unternehmensgruppe Hartinger die Mineralquelle Zurzach AG in Bad Zurzach (Schweiz). Ende 2022 wurden der Betrieb der Mineralquelle Zurzach eingestellt und sämtliche Mitarbeiter entlassen.
1983 erfolgte die Übernahme der Produktionsstätte Öhringen des ehemaligen WLZ-Betriebs naturella Südsaft Aktiengesellschaft. 1990 kam der Fruchtsaftbetrieb Fruchtquell in Dodow hinzu, wo die Hartinger Getränkegruppe mit einer Produktionsfläche von 12.000 m² und Lagerfläche von 15.000 m² einen der größten Fruchtsaftbetriebe Europas errichtete. Seit 1994 gehört zur Unternehmensgruppe auch der Saftabfüller Agrozumos in Lekunberri (Navarra). Im Sommer 2014 wurde in Waibstadt eine Produktionsstätte von Gerber-Emig gekauft, die im Zuge der Fusion mit Refresco verkauft werden musste. Im November 2015 wurde aufgrund dessen das Werk im 70 km entfernten Öhringen geschlossen. Einige Produktionsteile wurden an den neuen Standort nach Waibstadt verlagert.
Das Unternehmen erwirtschafte 2021 weltweit über 400 Millionen Euro Jahresumsatz und beschäftigte fast 2000 Mitarbeiter.

## Produktion
Die Produktpalette umfasst eine Reihe an alkoholfreien Erfrischungsgetränken, sowohl mit als auch ohne Kohlensäure. Dazu gehören unter den Marken naturella und rio d’oro vermarktete Direktsäfte, Frucht- bzw. Gemüsesäfte, Nektare, Fruchtsaftgetränke und Erfrischungsgetränke (Eistees u. ä.) aus Fruchtsaftkonzentraten der Marken WeserGold, Delicade, Quelly, Durstlöscher (Eigenschreibweise: DURSTLÖSCHER) und – unter dem Namen Extaler – Limonaden, Schorlen und Mineralwasser. 
Das in 0,5-Liter-Tetrapaks angebotene zuckerhaltige Getränk Durstlöscher, das in Geschmacksrichtungen wie Zuckerwatte und Bubblegum angeboten wird, ist die wichtigste Marke des Unternehmens. Es wurde von Foodwatch für seinen Zuckergehalt (55 Gramm pro Pack) kritisiert. Das Unternehmen gab daraufhin an, die Marke nicht für Kinder, sondern nur für Erwachsene zu bewerben. 2023 wurde ein Produkt als Durstlöscher:in (mit geschlechtergerechter Sprache) in Regenbogenfarben angeboten.
Die Getränke werden sowohl in Deutschland als auch im Ausland hergestellt. In Deutschland wird in Rinteln, Dodow und Waibstadt (bei Heidelberg) produziert. Im Ausland gibt es Produktionsstätten in Lekunberri und in Siquirres in Costa Rica. Es gibt eine betriebseigene Plantage in Schwechow mit einer Fläche von 560 Hektar.
Zum Unternehmen gehörte auch die Kleinbrauerei Hartinger Meisterbräu. Die Produktionsanlage war im Hotel Waldkater mit angeschlossenem Restaurant in Rinteln untergebracht und braute zweimal wöchentlich nach Bioland-Richtlinien zertifizierte Biersorten. Diese wurden direkt im Hotel-Restaurant Waldkater als auch im Rintelner Stadtkater ausgeschenkt. Im Zuge der COVID-19-Pandemie ab 2020 wurde die Produktion des Bieres sowie die Bewirtschaftung des Waldkaters und Stadtkaters eingestellt.

## Auszeichnungen
Riha wurde 2019 von der Deutschen Landwirtschafts-Gesellschaft im Rahmen ihrer Qualitätsprüfungen mit dem Bundesehrenpreis in Gold für Fruchtgetränke ausgezeichnet.